# Breathe (chanson de Prodigy)
Pour les articles homonymes, voir Breathe (homonymie).
Singles de Prodigy
Firestarter
(1996) Smack My Bitch Up
(1997)
Clip vidéo
[vidéo] « Breathe », sur YouTube
Breathe est une chanson du groupe britannique Prodigy parue en single le 11 novembre 1996.
Au Royaume-Uni, elle entre directement à la 1re place du classement officiel de singles pour la semaine du 17 au 23 novembre 1996 et y reste encore une semaine (pour une présence totale de 27 semaines dans le classement).
Cette chanson est ensuite parue sur l'album The Fat of the Land sorti le 30 juin de l'année suivante (1997).
Le clip est réalisé par Walter Stern (en).

## Classements
| Classement (1996–97)           | Meilleure position |
| ------------------------------ | ------------------ |
| Royaume-Uni (UK Singles Chart) | 1                  |
| États-Unis (Alternative Songs) | 18                 |